# Kameana Balka, Voznesensk
Kameana Balka (în ucraineană Кам'яна Балка) este un sat în comuna Vokzal din raionul Voznesensk, regiunea Mîkolaiiv, Ucraina.

## Demografie
Componența lingvistică a localității Kameana Balka
     Ucraineană (88,18%)
     Rusă (7,27%)
     Română (2,73%)
Conform recensământului din 2001, majoritatea populației localității Kameana Balka era vorbitoare de ucraineană (88,18%), existând în minoritate și vorbitori de rusă (7,27%) și română (2,73%).